# Dschabal Yibir
Dschabal Yibir (arabisch جبل يبر, DMG Ǧabal Yibir, englische Transkription: Jabal Yibir) ist mit 1527 Metern (5010 Fuß) der höchste Berg in den Vereinigten Arabischen Emiraten. Er ist in den Hadschar-Bergen gelegen.